# 松下正幸
松下 正幸（まつした まさゆき、1945年（昭和20年）10月16日 - ）は、日本の実業家。パナソニック（旧・松下電器産業）特別顧問、PHP研究所代表取締役会長、公益財団法人松下幸之助記念志財団理事長、関西経済連合会副会長、伊勢神宮崇敬会会長、元関西経済同友会代表幹事。慶應義塾評議員。松下幸之助の孫。

## 経歴
大阪府出身。第二次世界大戦終結後すぐの松下電器産業がGHQから睨まれた時期、創業者・松下幸之助の娘・幸子と結婚し婿養子となった松下正治の長男として生まれる。姉がいるほか、弟には“ヒロ松下”弘幸がいる。命名は正治が家長であった幸之助に名づけを依頼した際、「正治の“正”と幸之助の“幸”から一字ずつ取ったらええがな」という幸之助の言葉から。
灘高等学校を経て、慶應義塾大学経済学部を卒業後、1968年（昭和43年）に松下電器産業入社。入社の年、松下家の“三代目”として帝王学を身に着けるべく、アメリカのビジネススクールであるウォートン・スクールのMBA課程に留学した。修了後はそのまま現地法人で勤務。
1976年（昭和51年）アメリカ松下電器特品部次長、帰国後の1978年（昭和53年）松下物流倉庫社長。
その後、本社の洗濯機事業部長などを経て取締役となり、常務、専務、副社長を歴任。
次期社長になると目されていたが、2000年6月の人事では中村邦夫が社長に就任し、正幸は代表取締役副会長となった。これにより松下家の世襲による経営体制は崩壊し、後の業績悪化もあって中村は松下一族が築き上げた態勢を一新する大リストラを決行した。そうした事情もあってか、正幸は以後財界活動に身を置くようになった。2004年5月から2年間、関西経済同友会代表幹事を務めたほか、2007年から大阪日米協会会長。2010年には関西経済連合会副会長として総理大臣官邸を訪れ、当時の鳩山由紀夫首相と会談した。
2014年時点では、パナソニック副会長、PHP研究所会長、松下不動産社長、松下幸之助記念財団理事長、ニュー・オータニ社外取締役、ホテルオークラ社外取締役を務めている。
2017年、パナソニックの代表取締役を退任して取締役副会長となり、創業以来初めて松下家出身の代表取締役がいない状態となった。同年、祖父の松下幸之助が第3代会長を、妻の祖父である弘世現（日本生命 社長）が第4代会長をそれぞれ務めた伊勢神宮崇敬会の第8代会長に、豊田章一郎の後任として就任。
2019年2月28日、パナソニックは同年6月27日の株主総会で副会長の退任、取締役からも外れるとの発表を行った。退任後は、非常勤の特別顧問となる。

## 私生活
弘世現（日本生命 社長）の孫である岡橋昌子（よしこ）と結婚して4人の子供に恵まれたが、昌子は2009年12月22日に56歳で死去した。
長男（1988年生）は、2011年に慶應義塾大学湘南藤沢キャンパス（SFC）を卒業し、パナソニックに勤務している（2021年現在）。